# Yamauchi Shōshin
Yamauchi Ueekata Shōshin (山内 親方 昌信) (? – ?) aussi connu sous son nom de style chinois Yō Taikaku (楊 太鶴), est un aristocrate et fonctionnaire du gouvernement du royaume de Ryūkyū. Il est membre du Sanshikan sous le règne de Shō Sei. Il est le fils de Shō En.